# The Intercept
The Intercept är en engelskspråkig nättidning som grundades i februari 2014 av Glenn Greenwald, Laura Poitras och Jeremy Scahill. Tidningen ägs av Pierre Omidyars mediabolag First Look Media.